# Ergo Group
Die Ergo Group Aktiengesellschaft (eigene Schreibweise ERGO) ist ein international tätiger  Versicherungskonzern mit Sitz in Düsseldorf, der rund 27.000 angestellte Mitarbeiter weltweit beschäftigt. Hinzu kommen rund 11.400 hauptberufliche Vertreter. Ergo gehört zur Münchener Rückversicherungs-Gesellschaft Aktiengesellschaft in München (Munich Re). Mit gebuchten Bruttobeiträgen in Höhe von rund 17,6 Milliarden Euro ist die Ergo Group 2020 einer der großen Erstversicherer in Deutschland und Europa.

## Geschichte

Ehemaliges Logo bis 2010

Die Ergo Versicherungsgruppe (seit 2016 Ergo Group) entstand 1997/1998 durch den Zusammenschluss der beiden großen deutschen Versicherungskonzerne Victoria Holding und Hamburg-Mannheimer Holding. Dabei verschmolz die Victoria in der Hamburg-Mannheimer, die zuvor in Ergo Versicherungsgruppe AG umfirmiert wurde. Eine bedeutende Rolle spielte die Münchener Rück als Mehrheitseignerin der Hamburg-Mannheimer und als Minderheitseignerin der Victoria-Gruppe. Die Münchener Rück brachte zwei weitere Versicherungsunternehmen in den Konzern ein, an denen sie die Mehrheiten besaß: die DKV Deutsche Krankenversicherung bereits 1997 und die ERV Europäische Reiseversicherung im Jahr 2009.

### 1853 bis 1997: Victoria-Konzern

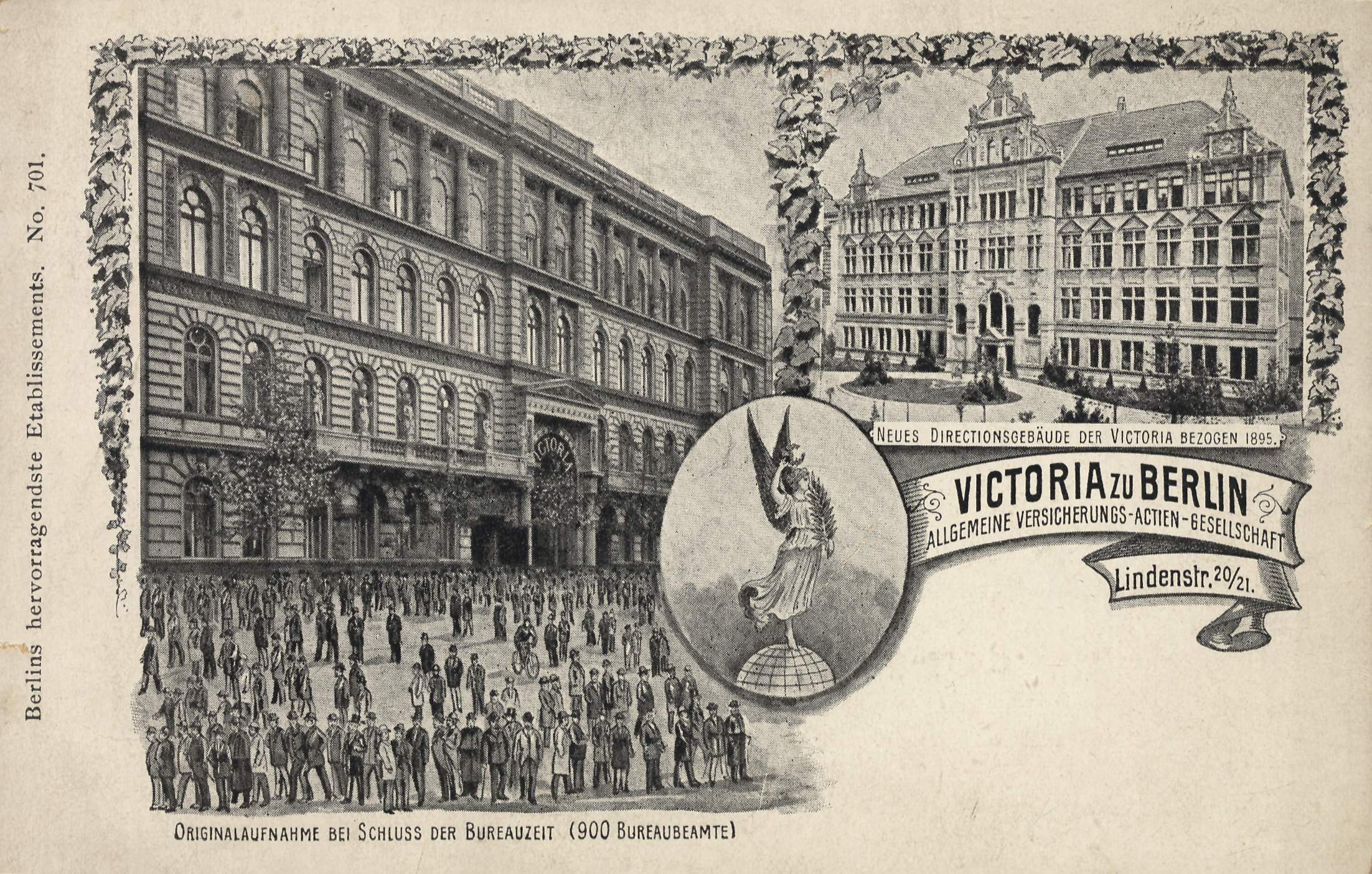
Victoria-Gebäude in Berlin um 1900

Stammunternehmen des Victoria-Konzerns war die 1853 in Berlin gegründete Allgemeine Eisenbahn-Versicherungs-Gesellschaft, die zunächst Transport-, Lebens-, Unfall- und Feuerversicherungen für den Eisenbahnverkehr anbot. Nachdem das Geschäft 1860 auf die allgemeine Lebensversicherung erweitert worden war, wurde das Unternehmen 1875 in Victoria zu Berlin Allgemeine Versicherungs-Actien-Gesellschaft umbenannt. Anfang des 20. Jahrhunderts entwickelte sich die Victoria zum größten deutschen Lebensversicherer. Als erstes Tochterunternehmen wurde 1904 die Victoria Feuer-Versicherungs-Actien-Gesellschaft in Berlin gegründet. Weitere Töchter waren die 1923 gegründete Victoria Rückversicherungs-AG und die aus der 1988 übernommenen Victoria-Gilde-Krankenversicherung gebildete Victoria Krankenversicherung AG. Seit 1961 war der Victoria-Konzern auch Mehrheitseigner der 1928 gegründeten D.A.S. Rechtsschutz-Versicherungs-AG.

### 1899 bis 1997: Hamburg-Mannheimer-Konzern

Logo der Hamburg-Mannheimer Versicherungs AG bis 2010

Stammunternehmen des Hamburg-Mannheimer-Konzerns war die Vita Versicherungs-Actien-Gesellschaft, die 1899 in Mannheim gegründet wurde. Nach der Aktienübernahme durch die Versicherungsgesellschaft Hamburg 1911 verlegte die Vita 1912 ihren Sitz nach Hamburg und änderte ihren Namen in Hamburg-Mannheimer Versicherungs-Aktiengesellschaft. Kerngeschäft des Unternehmens wurde in den kommenden Jahrzehnten der Bereich der Lebensversicherungen. 1932 erwarb das Unternehmen die Mehrheit an der 1927 gegründeten Deutschen Krankenversicherung (DKV). 1975 wurde die Nord-Deutsche und Hamburg-Bremer Versicherungs-Aktiengesellschaft übernommen und in Hamburg-Mannheimer Sachversicherungs-Aktiengesellschaft umbenannt; sie wurde das Sachversicherungsunternehmen des Konzerns. 1979 stieg die Gruppe mit der Hamburg-Mannheimer Rechtsschutzversicherungs-Aktiengesellschaft in den Bereich der Rechtsschutzversicherungen ein. 1992 erwarb die Münchener Rück die Anteilsmehrheit am Stammunternehmen.

### Ab 1855: Frühe Auslandstätigkeiten

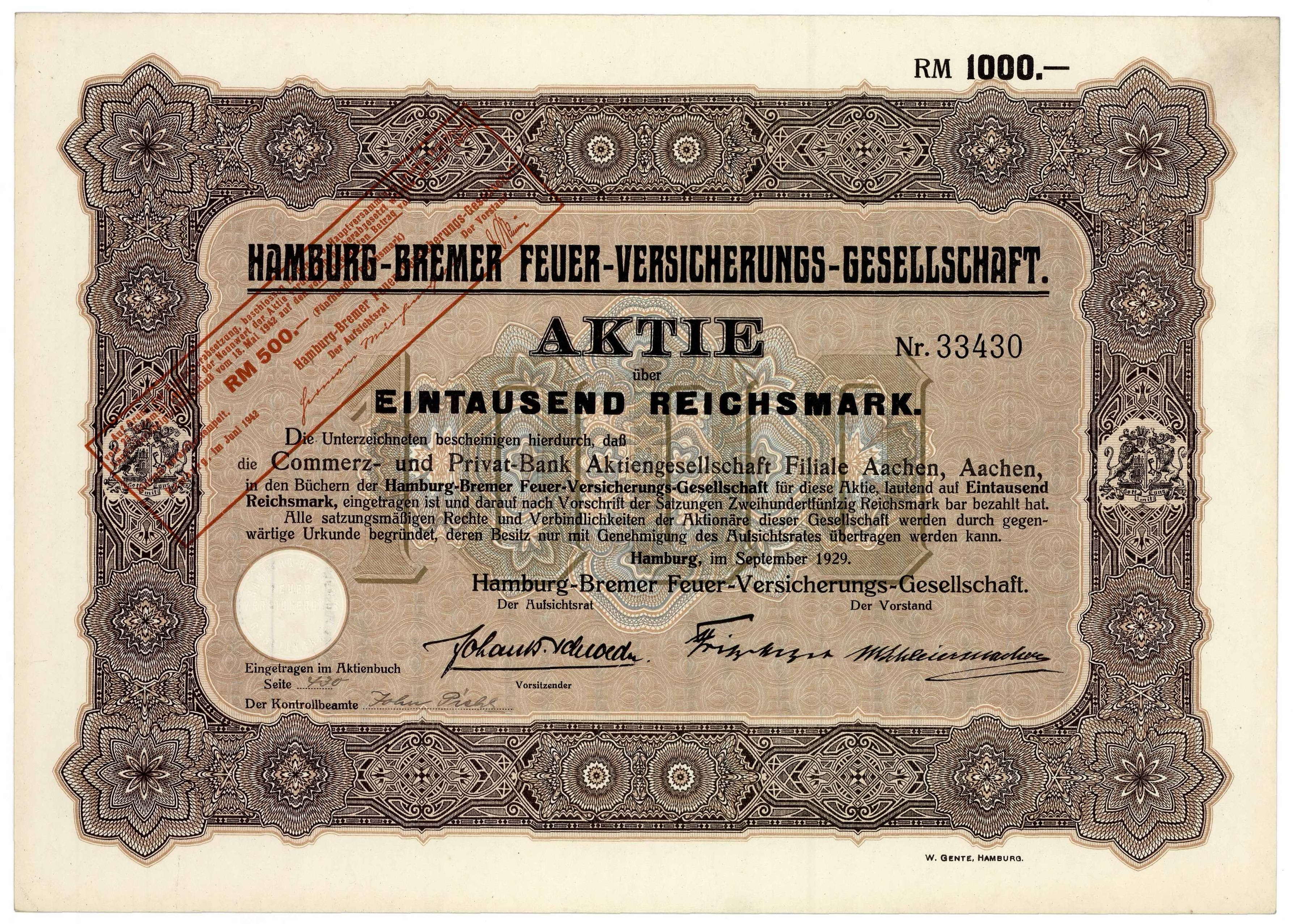
Namensaktie der Hamburg-Bremer Feuer-Versicherungs-Gesellschaft vom September 1929

Wichtige Vorläuferunternehmen der Ergo Group waren schon früh im Ausland tätig. Namentlich die Hamburg-Bremer Feuer-Versicherungs-Gesellschaft und die Nord-Deutsche Versicherungs-Gesellschaft, beide später zur Hamburg-Mannheimer-Gruppe gehörend, eröffneten schon im 19. Jahrhundert zahlreiche Agenturen im Ausland, vor allem in Übersee. Die Hamburg-Bremer gründete bereits 1855 Agenturen in Kopenhagen, Christiania (heute Oslo), St. Petersburg und auf der damals dänischen Karibikinsel St. Thomas; 1857 folgten Honolulu und San Francisco. In den folgenden Jahrzehnten expandierte das Unternehmen in über 40 Staaten und koloniale Territorien. Nach dem großen Erdbeben in San Francisco 1906 regulierte die Hamburg-Bremer Schäden in Höhe von fast 8 Millionen Reichsmark. Auch die Nord-Deutsche Versicherungs-Gesellschaft betrieb vor 1914 Agenturen an vielen Handelsplätzen der Welt. Die Weltkriege setzten diesen Aktivitäten ein Ende. Nach 1945 gaben beide Unternehmen ihre Auslandsambitionen auf.
Auch die Victoria Versicherung expandierte schon Ende des 19. Jahrhunderts ins Ausland, blieb aber zunächst auf Europa konzentriert. Nachdem auch diese Geschäfte durch den Zweiten Weltkrieg zum Erliegen gekommen waren, nahm die Victoria 1959 ihre Auslandstätigkeit wieder auf.

### 1997 bis 2010: Ergo Versicherungsgruppe

#### Bildung der Ergo Group
Hintergründe des Zusammenschlusses der Konzerne Hamburg-Mannheimer und Victoria waren die Sorge der börsennotierten Victoria Holding vor einer Übernahme aus dem Ausland und das schwierige Geschäftsumfeld in der Branche angesichts einer steigenden Marktkonzentration durch eine Reihe großer Fusionen im In- und Ausland. Für die Münchener Rück als Mehrheitseignerin des Hamburg-Mannheimer-Konzerns und Minderheitseignerin des Victoria-Konzerns schien vor diesem Hintergrund die Möglichkeit interessant, ihre großen Beteiligungen im Erstversicherungsgeschäft zu konsolidieren und zu koordinieren.
Die Hauptversammlungen beider Holding-Gesellschaften stimmten der Fusion Anfang Dezember 1997 mit großer Mehrheit zu. Die jeweiligen Tochtergesellschaften der beiden Holding-Gesellschaften blieben dabei erhalten und operierten weiter unter ihren Markennamen Victoria, D.A.S., Hamburg-Mannheimer und DKV.
Eine Victoria-Namensaktie konnte in zehn Ergo-Inhaberaktien getauscht werden. Die Victoria Holding AG verschwand nach Abschluss der Transaktion am 2. Februar 1998 von der Börse, ihr Platz im MDAX wurde von der Ergo Versicherungsgruppe AG eingenommen.
Am 1. April 2001 kündigte die Mehrheitsaktionärin Münchener Rück ein Umtauschangebot für die Ergo-Aktionäre an, dem zufolge zwei Ergo-Aktien in eine Münchener-Rück-Aktie plus einer Barzahlung von 18 Euro getauscht werden konnten. Nachdem das Angebot im Juli 2001 ausgelaufen war, schied die Ergo-Aktie aufgrund des verringerten Streubesitzes aus dem MDax aus. 2010 beschloss die Hauptversammlung der heutigen Ergo Group die Übertragung der Aktien der Minderheitsaktionäre der Ergo Versicherungsgruppe AG auf die Münchener Rück. Damit wurde die Münchener Rück alleinige Eigentümerin der Gruppe.

#### Übernahme von KarstadtQuelle Versicherungen

Logo der KarstadtQuelle Versicherungen

2002 stieg die Ergo Group bei den KarstadtQuelle Versicherungen ein und übernahm das Unternehmen 2008 komplett. Dadurch wurde das Geschäft um das Feld Direktversicherungen erweitert.
Der Lebensversicherer KarstadtQuelle Versicherungen war 1984 als Quelle+Partner Versicherungen gegründet worden und wurde 2010 umfirmiert in Ergo Direkt Lebensversicherung AG.

Logo der ERV bis Mai 2019

#### Integration der Europäischen Reiseversicherung (ERV)
2009 brachte die Münchener Rück ihren Tochterkonzern Europäische Reiseversicherung (ERV; heute Ergo Reiseversicherung) ebenfalls in den Ergo-Konzern ein.
Die ERV war 1907 mit Beteiligung der Münchener Rück als Europäische Güter- und Reisegepäckversicherung in Budapest gegründet worden. Die Berliner Filiale wurde 1919 in ein eigenständiges deutsches Versicherungsunternehmen umgewandelt. 1974 wurde das Unternehmen in Europäische Reiseversicherung AG umbenannt.
Durch die Integration der ERV erhielt der Ergo-Konzern mit dem Bereich Reiseversicherung ein weiteres Standbein.

### 2010: Neue Markenstruktur
2010 ordnete die Ergo Versicherungsgruppe ihre Markenstruktur neu. Die Traditionsmarken Victoria und Hamburg-Mannheimer wurden aufgegeben und teils durch die neue Marke Ergo, teils durch die Marken D.A.S. und DKV ersetzt. Die bislang unter den Namen Victoria oder Hamburg-Mannheimer firmierenden Tochtergesellschaften wurden umbenannt oder mit anderen Gesellschaften verschmolzen. Auch der Markenname KarstadtQuelle verschwand und wurde zu Ergo Direkt.
Somit ergab sich eine neue Marken- und Geschäftszuordnung: Lebensversicherungen wurden von der Ergo Lebensversicherung angeboten, Sach- und Unfallversicherungen von der Ergo Versicherung, Rechtsschutzversicherungen von der D.A.S., Krankenversicherungen von der DKV, Reiseversicherungen von der ERV und Direktversicherungen von der Ergo Direkt. 2015 ging die D.A.S. AG in der Ergo Versicherung AG auf – der Markenname D.A.S. wurde beibehalten.
Die Einführung der neuen Marke Ergo wurde von einer großen Werbekampagne unter dem Motto „Versichern heißt Verstehen“ begleitet. Allein im Jahr 2010 wurden dafür 50 Millionen Euro ausgegeben.

### 2016: Umfirmierung in Ergo Group AG
2016 wurde eine neue Struktur für die ERGO Group beschlossen, die der Internationalisierung des Geschäfts Rechnung tragen sollte. Die Holding-Gesellschaft Ergo Versicherungsgruppe AG wurde umbenannt in Ergo Group AG. Unter diesem Dach wurde eine neue Ebene mit drei neuen, untergeordneten Holding-Gesellschaften geschaffen: Die Ergo Deutschland AG wurde für die Geschäftsaktivitäten und Tochterunternehmen in Deutschland zuständig, die Ergo International AG bündelte die Auslandsaktivitäten der Gruppe und die Ergo Digital Ventures AG wurde der neue Rahmen für alle Digital- und Direktaktivitäten.

### 2019: Bündelung Marken und Vertriebswege
Ende März 2019 verkündete die Ergo, die Marken Ergo Direkt, ERV und D.A.S. in die Marke Ergo zu überführen. Die bisher getrennten Internetseiten von Ergo Direkt und Ergo wurden Anfang April zusammengelegt, die Vertriebswege so unter der Marke Ergo gebündelt. Auch der Markenname Ergo Direkt ging in der Ergo auf. Die Europäische Reiseversicherung (ERV) tritt seit der Umfirmierung am 7. Mai als Ergo Reiseversicherung auf. Die Rechtsschutz-Marke D.A.S. in Deutschland wurde im September des Jahres in die Marke Ergo überführt. Von der Markenzusammenlegung nicht betroffen ist die DKV Deutsche Krankenversicherung AG. Die Markenbündelung ist Teil eines umfangreichen Strategieprogramms der Ergo.

## Struktur

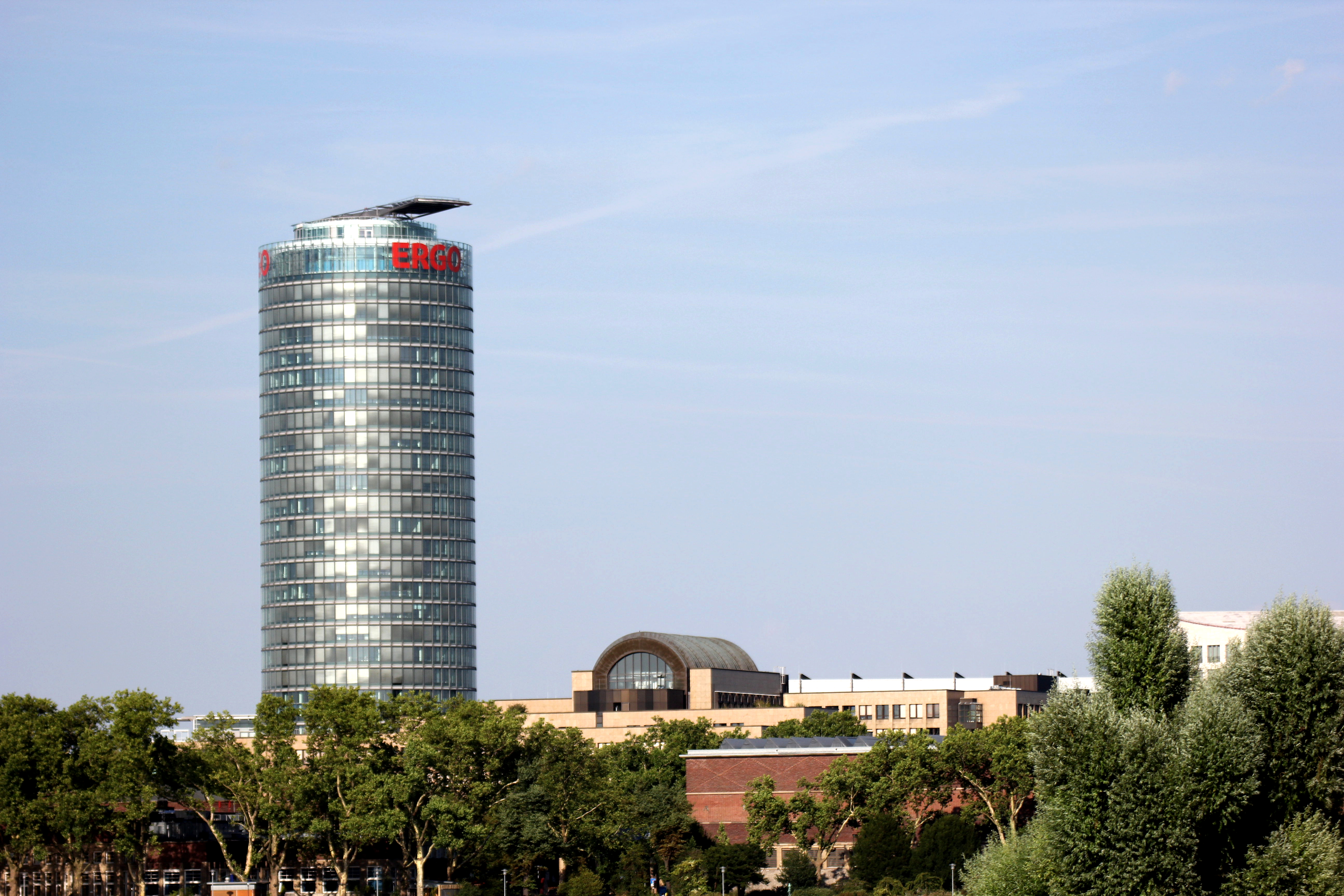
Das Hochhaus der Ergo-Zentrale in Düsseldorf

### Geschäftsfelder
Die Ergo Group ist mit ihren Tochtergesellschaften auf allen Feldern der Erstversicherung tätig. Dazu zählen die Bereiche Lebensversicherung, Kompositversicherung (Sach-, Unfall- und Rechtsschutzversicherung), Krankenversicherung und Reiseversicherung.
Außer auf ihrem Heimatmarkt Deutschland operiert sie in rund 30 weiteren, europäischen und außereuropäischen Ländern; der Schwerpunkt des außereuropäischen Geschäfts liegt in Asien. Im Jahr 2022 eröffnete das Unternehmen ein Büro in Indien.
Auf dem deutschen Markt versucht die Ergo Group mit dem Konzernumbau von 2016 das Vertriebsmodell der Direktversicherung stärker zu fördern. Dabei setzt der Konzern verstärkt auf das Internet als Vertriebskanal.
In der Ergo Vorsorge Lebensversicherung AG wird seit 2017 das Geschäft mit Produkten zur Altersvorsorge neu gebündelt.
Die Kapitalanlageaktivitäten von Ergo und ihrer Muttergesellschaft Münchener Rück sind in der MEAG Munich Ergo Assetmanagement GmbH gebündelt. Sie wurde 1999 gegründet, Firmensitz ist München.

### Gruppenstruktur
Unter dem Dach der Ergo Group sind vier nachgeordnete Holding-Gesellschaften vereint, die die Geschäftsaktivitäten der Gruppe unter den Gesichtspunkten Geographie und Vertriebsweg unter sich aufteilen: Ergo Deutschland AG, Ergo International AG, Ergo Digital Ventures AG und Ergo Technology & Services Management AG.
Viele der im Folgenden aufgeführten Unternehmen der einzelnen Holdings haben ihrerseits weitere Tochtergesellschaften.

#### Ergo Deutschland AG
Die Ergo Deutschland AG bündelt das Deutschland-Geschäft der Gruppe mit Ausnahme des Bereichs Direktversicherung. Dazu zählen unter anderem die folgenden Tochtergesellschaften:

##### Ergo Leben

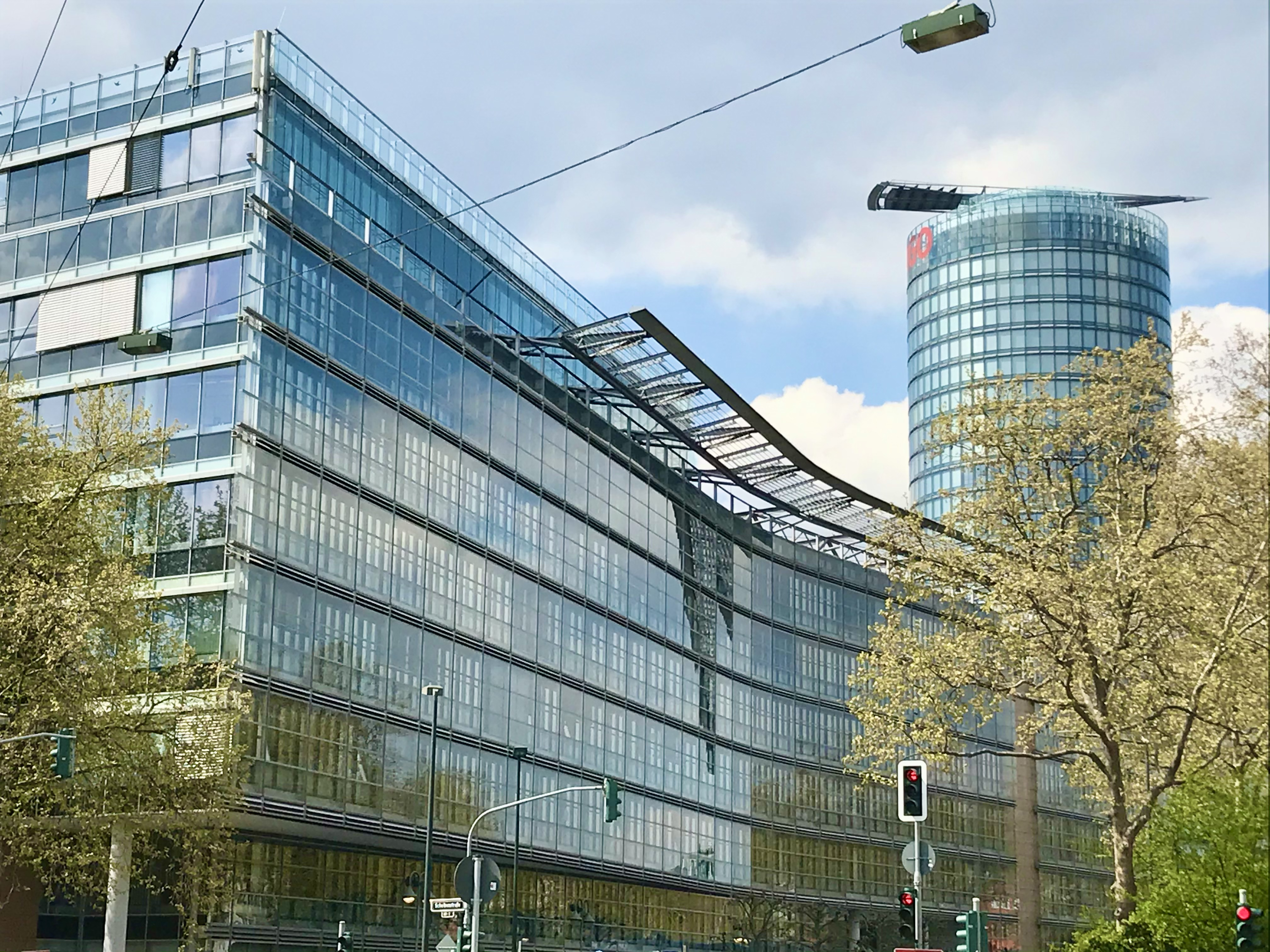
ERGO-Zentrale, Düsseldorf

Die Ergo Lebensversicherung AG ist der größte Lebensversicherer der Ergo Group. Sie entstand 1899 in Mannheim. 1912 wurde sie umbenannt in Hamburg-Mannheimer Versicherungs-AG und der Firmensitz wurde nach Hamburg verlegt. 2010 erfolgte die aktuelle Umbenennung.

##### Ergo Versicherung

Logo der D.A.S.

Die Ergo Versicherung AG ist der größte Schaden- und Kompositversicherer der Ergo Group. Dies umfasst die Geschäftsfelder Sachversicherung, Unfallversicherung und Rechtsschutzversicherung. Firmensitz ist Düsseldorf. Sie entstand 1904 als Victoria Feuer-Versicherungs-Actien-Gesellschaft in Berlin. 1989 wurde sie umbenannt in Victoria Versicherung AG. 2010 erfolgte die aktuelle Umbenennung und die Übernahme der Hamburg-Mannheimer Sachversicherung und der D.A.S. Versicherung AG. 2015 wurde die D.A.S. Rechtsschutz-Versicherungs-AG auf die Ergo Versicherung AG verschmolzen.

##### Ergo Vorsorge

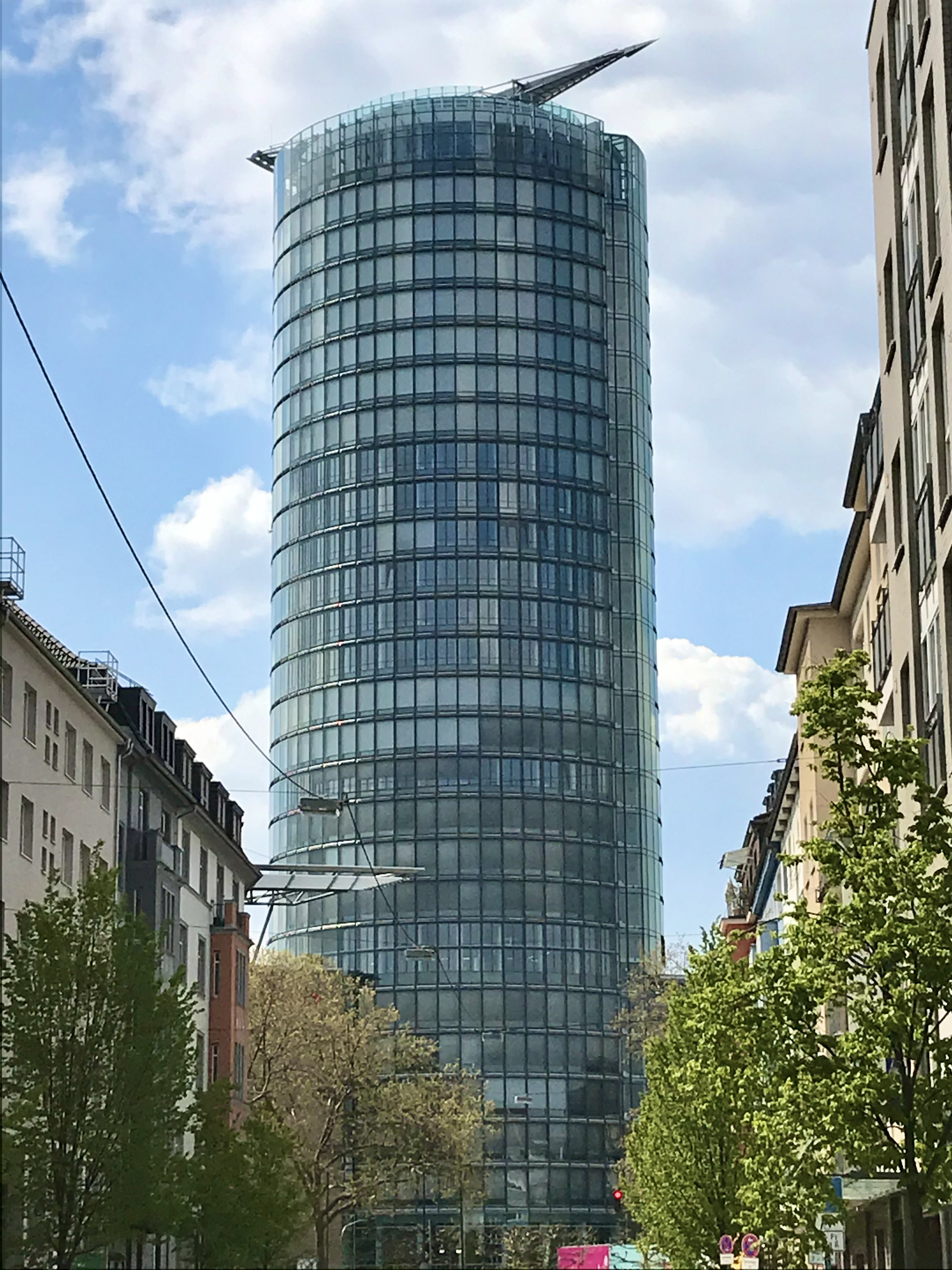
ERGO-Zentrale Hochhaus

Die Ergo Vorsorge Lebensversicherung AG ist der aktivste Lebensversicherer der Ergo Group. Das Unternehmen wurde 1990 als Vorsorge Lebensversicherung AG gegründet. 1996 wurde sie als Versicherungsfabrik neu ausgerichtet und 2017 in Ergo Vorsorge Lebensversicherung umfirmiert. Seither übernimmt sie das Neugeschäft der Gruppe in der Lebenssparte.

##### Ergo Beratung und Vertrieb
In der Ergo Beratung und Vertrieb AG ist der Vertrieb von Produkten der Schwesterunternehmen in der Ergo Deutschland AG organisiert. Sie wurde 2014 in Düsseldorf gegründet. Ergo Pro ist der Finanzvertrieb der Ergo Beratung und Vertrieb AG.

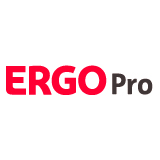
Logo Ergo Pro

Logo der DKV

##### DKV
Die DKV Deutsche Krankenversicherung AG ist das Krankenversicherungsunternehmen der Ergo Deutschland. Das Unternehmen wurde 1927 in Berlin gegründet und 1932 Teil des Hamburg-Mannheimer Konzerns. 2010 wurde die Victoria Krankenversicherung AG auf die DKV verschmolzen. Firmensitz ist in Köln.

##### Ergo Reiseversicherung

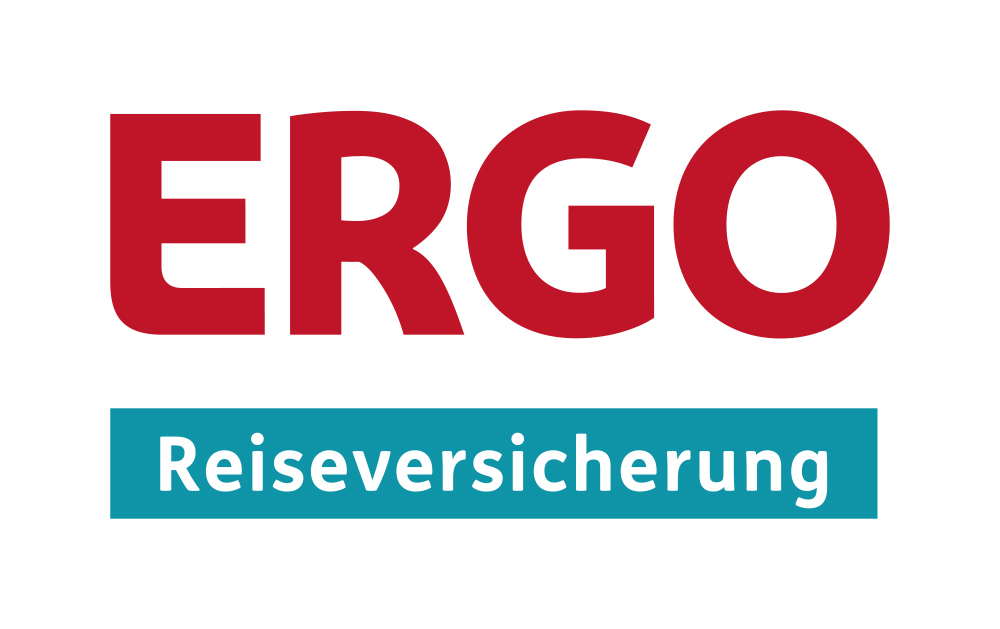
Logo der Ergo Reiseversicherung

Das Unternehmen Ergo Reiseversicherung wurde 1907 unter Beteiligung der Münchener Rückversicherungs-Gesellschaft als Europäische Güter- und Reisegepäckversicherung in Budapest gegründet. 1974 erhielt sie den Namen ERV Europäische Reiseversicherung. Seit 2009 operiert die ERV unter dem Dach der Ergo Group. Im Mai 2019 wurde die ERV in Ergo Reiseversicherung umfirmiert. Unternehmenssitz ist München.

##### ITERGO
Die ITERGO Informationstechnologie GmbH erbringt IT-Dienstleistungen für die Unternehmen der Ergo Group. Das Unternehmen wurde 1999 in Düsseldorf gegründet.

##### Sonstige
Zur Ergo Deutschland AG gehören außerdem unter anderem folgende Unternehmen:
- Victoria Lebensversicherung AG (nur noch Erfüllung von Altverträgen; neue Lebensversicherungsverträge bietet nur die Ergo Vorsorge Lebensversicherung)
- Ergo Pensionskasse AG
- Ergo Pensionsfonds AG
- Ideenkapital GmbH
- Allysca Assistance GmbH
- Legial AG
- D.A.S. Rechtsschutz Leistungs-GmbH, seit September 2019 umfirmiert in Ergo Rechtsschutz Leistungs-GmbH
- Ergo Life S.A.

#### Ergo International AG
Unter der Ergo International AG ist das internationale Geschäft der Ergo Group organisiert.
| Auslandsgesellschaften der Ergo Group |
| --- |
| Belgien - Ergo Insurance N.V., Brüssel Gründung: 1960 (Sparkasse Centrale Hypotheeken Versekeringskas CHVK) Geschäftsfelder: Lebensversicherung, Unfallversicherungen - D.A.S. Société anonyme belge d’assurances de Protection Juridique, Brüssel Gründung: 1927 Geschäftsfeld: Rechtsschutzversicherung |
| China - Ergo China Life Insurance Co. Ltd., Jinan Gründung: 2013 (Joint Venture von Ergo und Shandong State-owned Assets Investment Holding Company (SSAIH)) Geschäftsfeld: Lebensversicherung |
| Dänemark - Europaeiske Rejseforsikring A/S, Kopenhagen Gründung: 1921 Geschäftsfeld: Reiseversicherung |
| Estland - Ergo Insurance SE, Tallinn Gründung: 1990 Geschäftsfeld: Schaden-/Unfallversicherung, Rechtsschutzversicherung |
| Griechenland - Ergo Insurance Company S.A., Athen Gründung: 1972 (Victoria General Insurance Company S.A.) Geschäftsfelder: Lebensversicherung, Krankenversicherung, Schaden-/Unfallversicherung - D.A.S. HELLAS Allgemeine Rechtsschutz-Versicherungs-AG, Ilioupoli Gründung: 1970 Geschäftsfeld: Rechtsschutzversicherung |
| Großbritannien - ERV UK, Horsham Gründung: 2005 Geschäftsfeld: Reiseversicherung - D.A.S. Legal Expenses Insurance Company Limited, Bristol Gründung: 1974 (Joint Venture der D.A.S. mit Phoenix Assurance Co.) Geschäftsfeld: Rechtsschutzversicherung |
| Indien - HDFC Ergo General Insurance Company Ltd., Mumbai Gründung: 2002 (Joint Venture von Housing Development Finance Corporation (HDFC) Ltd. und Chubb) Geschäftsfeld: Schaden-/Unfallversicherung |
| Italien - ERV Rappresentanza Generale per l’Italia, Mailand Gründung: 2007 Geschäftsfeld: Reiseversicherung - D.A.S. Difesa Automobilistica Sinistri, S.p.A. di Assicurazione, Verona Gründung: 1959 Geschäftsfeld: Rechtsschutzversicherung |
| Kanada - D.A.S. Legal Protection Insurance Company Ltd., Toronto Gründung: 2010 Geschäftsfeld: Rechtsschutzversicherungen |
| Lettland - ERGO Insurance SE, Riga Gründung: 1993 Geschäftsfeld: Schaden-/Unfallversicherungen - ERGO Life Insurance SE, Riga Gründung: 1995 Geschäftsfeld: Krankenversicherung, Lebensversicherung |
| Litauen - Ergo Life Insurance SE, Vilnius Gründung: 1995 (UAB Draudos gyvybes draudimas) Geschäftsfelder: Krankenversicherung, Lebensversicherung |
| Niederlande - D.A.S. Nederlandse Rechtsbijstand Verzekeringmaatschappij N.V., Amsterdam Gründung: 1963 (Joint Venture von D.A.S. und niederländischen Kompositversicherern) Geschäftsfeld: Rechtsschutzversicherung |
| Österreich - Ergo Austria International AG, Wien Gründung: 2007 Holding - Ergo Versicherung Aktiengesellschaft, Wien Gründung: 1891 Geschäftsfelder: Lebensversicherung, Schaden-/Unfallversicherung - D.A.S. Rechtsschutz AG, Wien Gründung: 1955 Geschäftsfeld: Rechtsschutzversicherung |
| Polen - Sopockie Towarzystwo Ubezpieczeń Ergo Hestia S.A., Sopot Gründung: 1991 Geschäftsfeld: Schaden-/Unfallversicherung - Sopockie Towarzystwo Ubezpieczeń na Życie Ergo Hestia S.A., Sopot Gründung: 1997 Geschäftsfeld: Lebensversicherung - D.A.S. Towarzystwo Ubezpieczeń Ochrony Prawnej S.A., Warschau Gründung: 2000 Geschäftsfeld: Rechtsschutzversicherung - Europejskie – Europäische Reiseversicherung AG, Gdansk Geschäftsfeld: Reiseversicherungen |
| Portugal - ERV Seguros de Viagem, Lissabon Gründung: 2007 Geschäftsfeld: Reiseversicherung |
| Russland - Evropeiskoe Turističeskoe Strachovanie, ETC, Moskau Gründung: 2006 Geschäftsfeld: Reiseversicherung |
| Schweden - ERV Försäkringsaktiebolag, Sundbyberg Geschäftsfeld: Reiseversicherung |
| Singapur - Ergo Insurance Pte. Ltd., Singapur Gründung: 1956 (als SHC Insurance Pte. Ltd. bekannt geworden) Geschäftsfeld: Schaden-/Unfallversicherung |
| Slowenien - Ergo Versicherung Aktiengesellschaft, Dunaj, Ljubljana Gründung: 2005 (Victoria-Volksbanken zavarovalniška delniška družba) Geschäftsfelder: Lebensversicherung, Sachversicherung |
| Spanien - D.A.S. Defensa del Automovilista y de Siniestros Internacional, S.A. de Seguros, Barcelona Gründung: 1958 Geschäftsfeld: Rechtsschutzversicherung - Compania Europea de Seguros S.A., Madrid Geschäftsfeld: Reiseversicherung |
| Südkorea - D.A.S. Legal Expenses Insurance Co. Ltd., Seoul Gründung: 2009 Geschäftsfeld: Rechtsschutzversicherung |
| Thailand - ThaiSri Insurance PCL, Bangkok Gründung: 1953 (Thai Metropole Insurance & Warehouse Co., Ltd.) Geschäftsfeld: Schaden-/Unfallversicherung |
| Tschechien - Evropská Cestovní Pojišťovna a.s., Prag Geschäftsfeld: Reiseversicherungen - D.A.S. Rechtsschutz AG, pobocka pro CR Gründung: 1994 Geschäftsfeld: Rechtsschutzversicherung |
| Türkei - Ergo Sigorta A.Ş., Istanbul Gründung: 1989 Geschäftsfelder: Krankenversicherung, Schaden-/Unfallversicherung - ERV Sigorta, Aracılık Hizmetleri Ltd, Istanbul Geschäftsfeld: Reiseversicherung |
| Ungarn - D.A.S. Jogvédelmi Biztosíto Részvénytársaság, Budapest Gründung: 2001 Geschäftsfeld: Rechtsschutzversicherung |
| Vietnam - Global Insurance Joint Stock Corporation, Ho-Chi-Minh-Stadt Gründung: 2006 Geschäftsfeld: Schaden-/Unfallversicherung |

#### Ergo Digital Ventures AG
Die Ergo Digital Ventures AG vereint unter ihrem Dach schwerpunktmäßig die Tochtergesellschaften, die in den Bereichen Direktversicherung und Digitalgeschäft operieren. Sie bündelt die Bestrebungen der Gruppe zur Digitalisierung in der Versicherung.

##### Ergo Direkt
Die Ergo Direkt Versicherungen haben bis April 2019 Versicherungsprodukte für den Direkt- und Onlinevertrieb entwickelt und vermarktet. Im Zuge der Zusammenlegung von Marken und Vertriebswegen wird die Marke Ergo Direkt seit 2019 in die Marke Ergo integriert. Im Außenverhältnis gibt es drei Gesellschaften.

##### Nexible Versicherung
Nexible ist der digitale Anbieter der Ergo Group. Die nexible Versicherung AG ist Risikoträger und hält diverse Versicherungslizenzen. Sie entstand 2017 durch Umfirmierung der Neckermann Versicherung AG. Die nexible GmbH ist Vermittler und übernimmt im Namen der nexible Versicherung AG Preisgestaltung und Produktentwicklung, Vertrieb und Marketing, Kundenservice und Schadenmanagement. Außerdem entwickelt sie die zugrunde liegende Softwareplattform.

##### Ergo Mobility Solution GmbH
Die Ergo Mobility Solution GmbH wurde am 5. Januar 2017 in Düsseldorf zur Entwicklung von Kooperationen mit der Automobilindustrie und dem Fahrzeughandel gegründet.

#### Ergo Technology & Services Management
Die 2019 gegründete Ergo Technology & Services Management ist eine IT-Gesellschaft, welche die weltweiten IT-Aktivitäten der Ergo Group bündelt. Zur Gesellschaft gehören unter anderem folgende Tochtergesellschaften:

##### Ergo Digital IT GmbH
Die Ergo Digital IT GmbH wurde im November 2016 gegründet, um die Digitalisierung innerhalb der Ergo Gruppe zu beschleunigen. Das Unternehmen hat seinen Hauptsitz in Berlin und einen zweiten Standort in Warschau.

##### Atena IT & Financial Services
Atena ist ein Anbieter von IT-Systemen für den Versicherungsmarkt. Das Unternehmen wurde 1991 gegründet und sitzt in Zoppot, Polen. Atena gehört seit 2018 zur Ergo Group.

## Persönlichkeiten

### Gründer

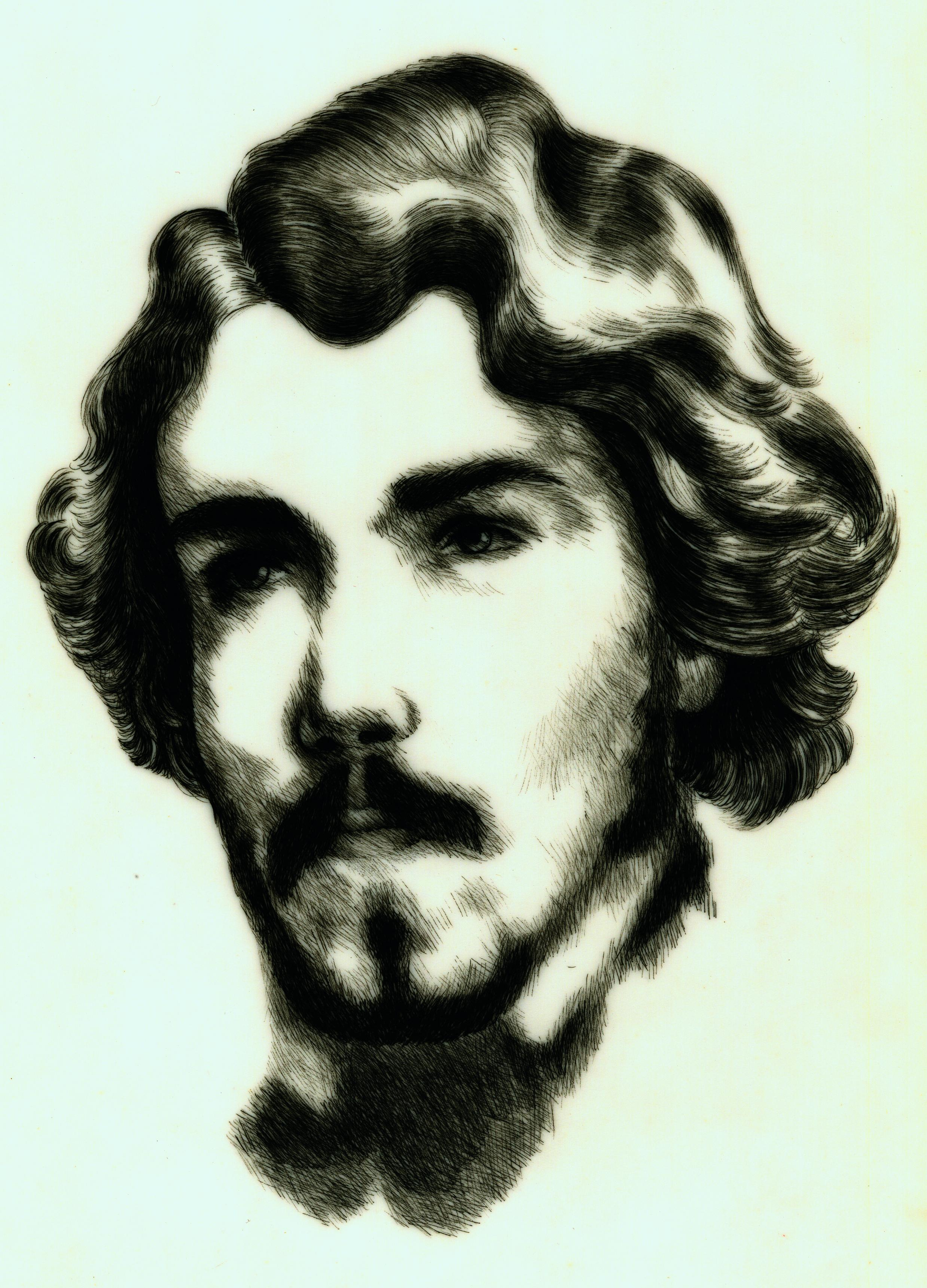
Otto Crelinger (* 1802; † 1874). Gründete 1853 in Berlin die Allgemeine Eisenbahn-Versicherungs-Gesellschaft
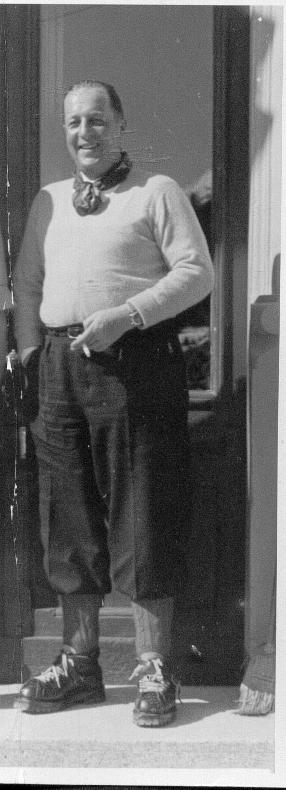
Baron Henry de Blonay (* 1900; † 1975). Gründete 1925 die Schweizer D.A.S., 1928 die Deutsche D.A.S.
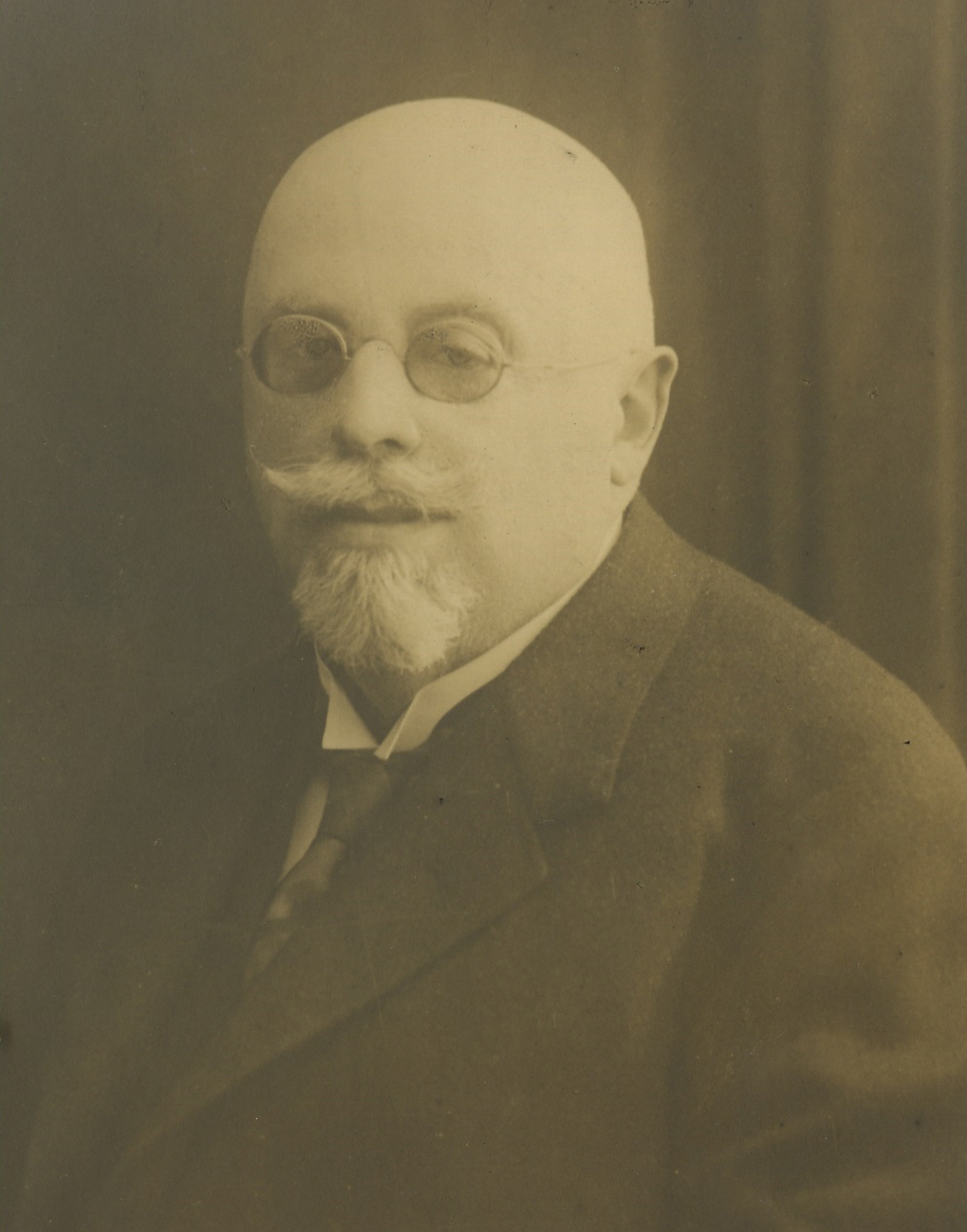
Max Engel von Cserkut (auch Max von Engel; * 1857; † 1933). Gründete 1907 in Budapest die Europäische Güter- und Reisegepäck- versicherungs-Gesellschaft, die heutige ERV

### Vorstandsvorsitzende

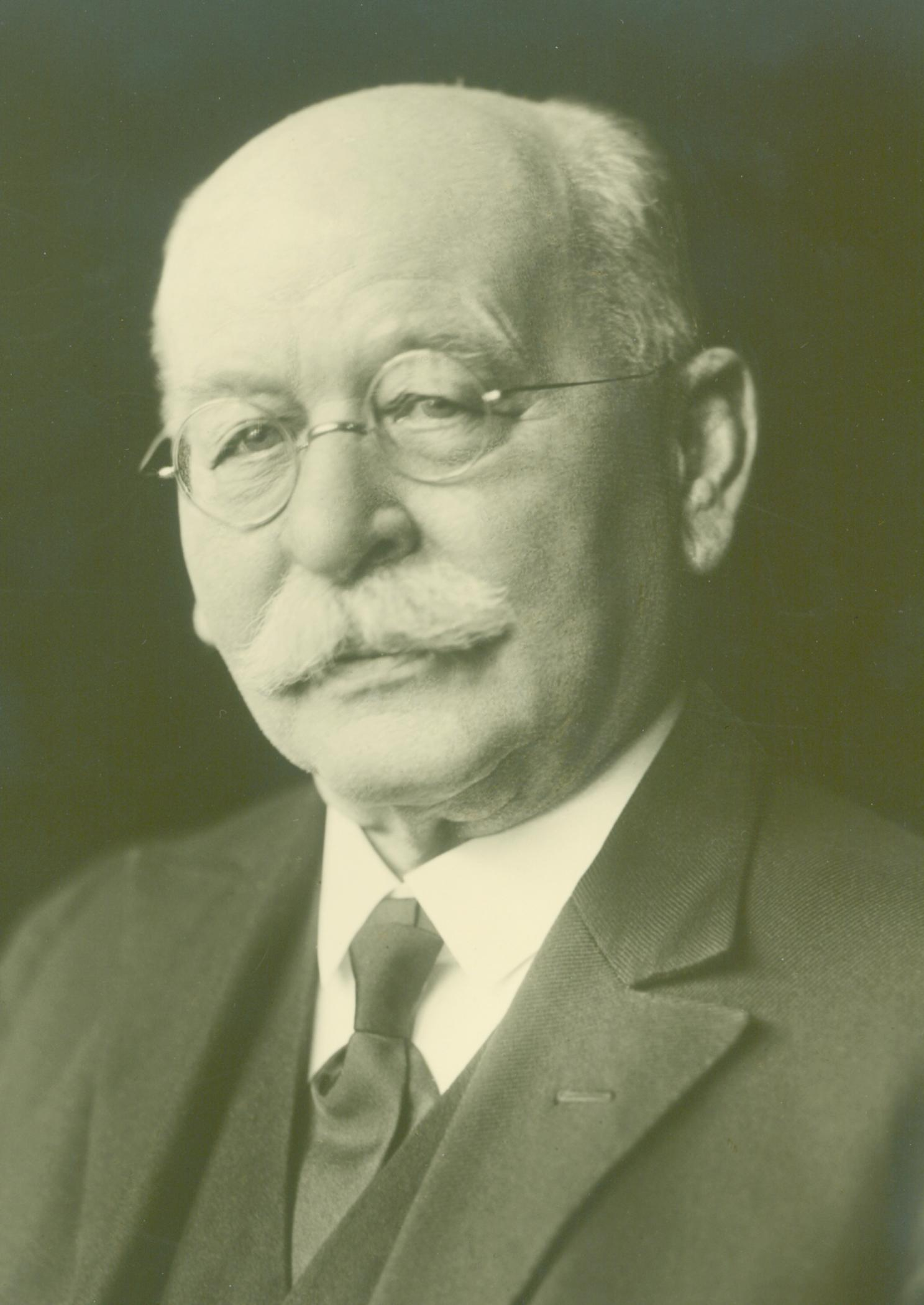
Otto Gerstenberg (1848–1935)
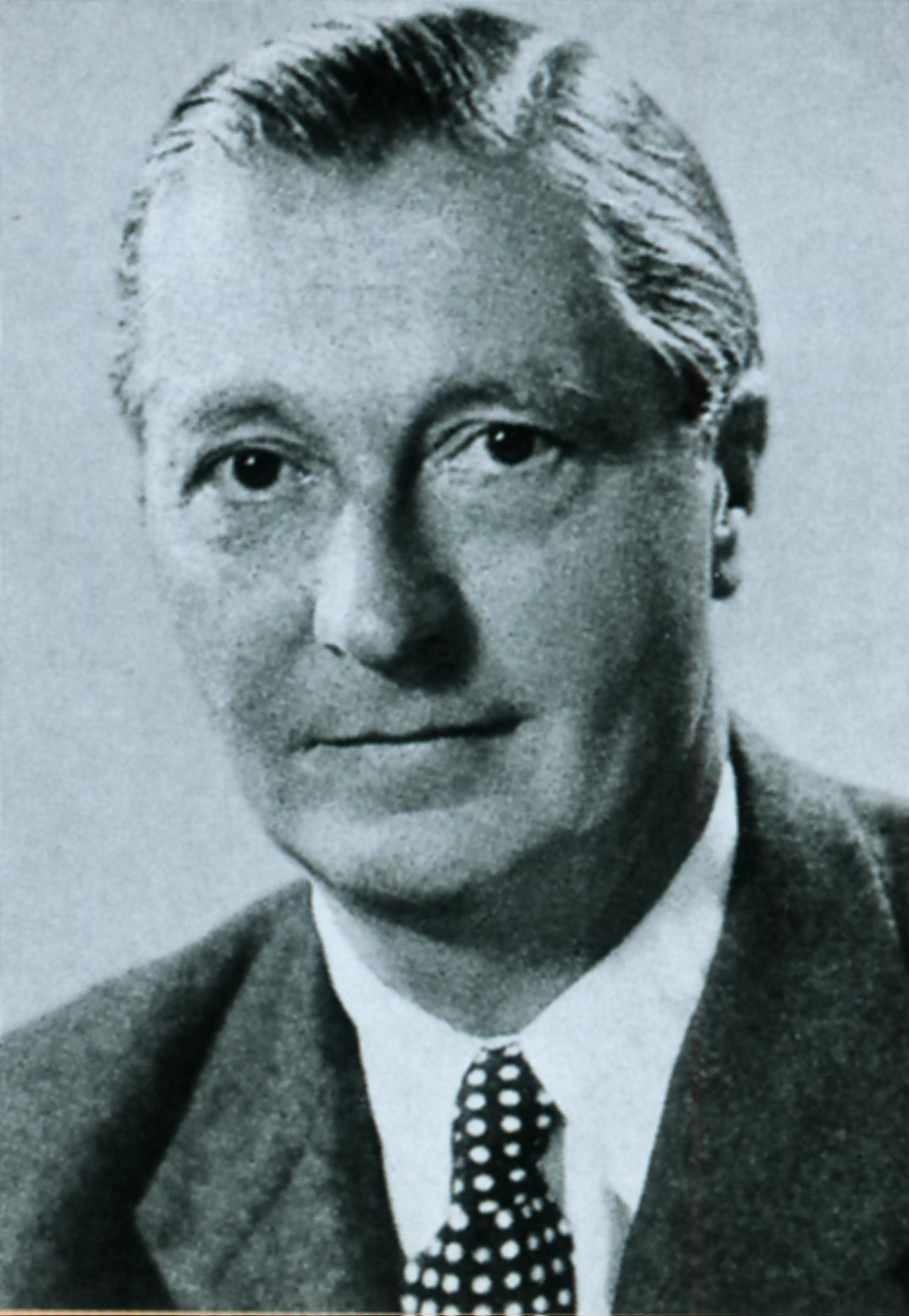
Hermann Hitzler (1899–1982)
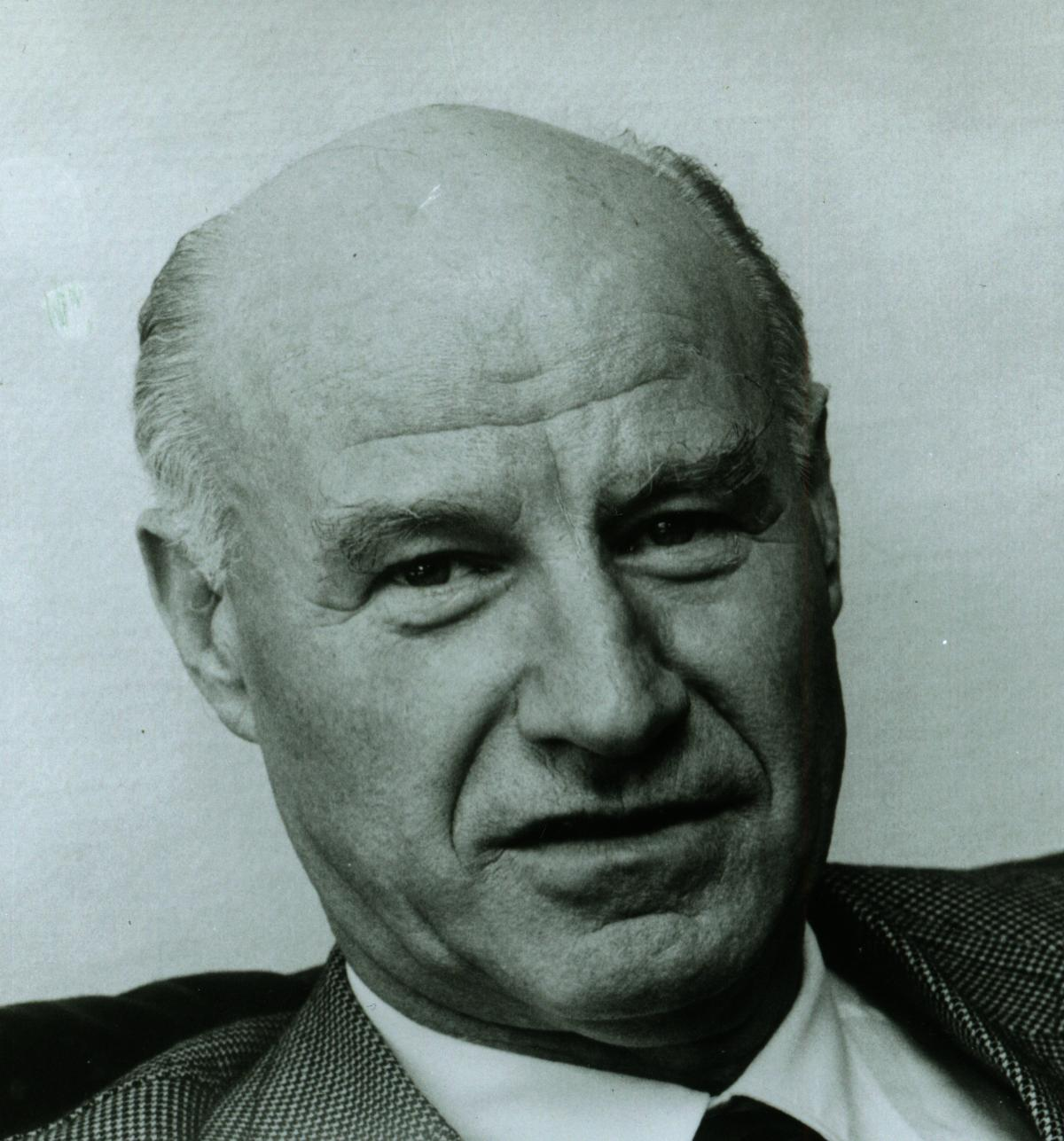
Herbert Dau (1911–2000)
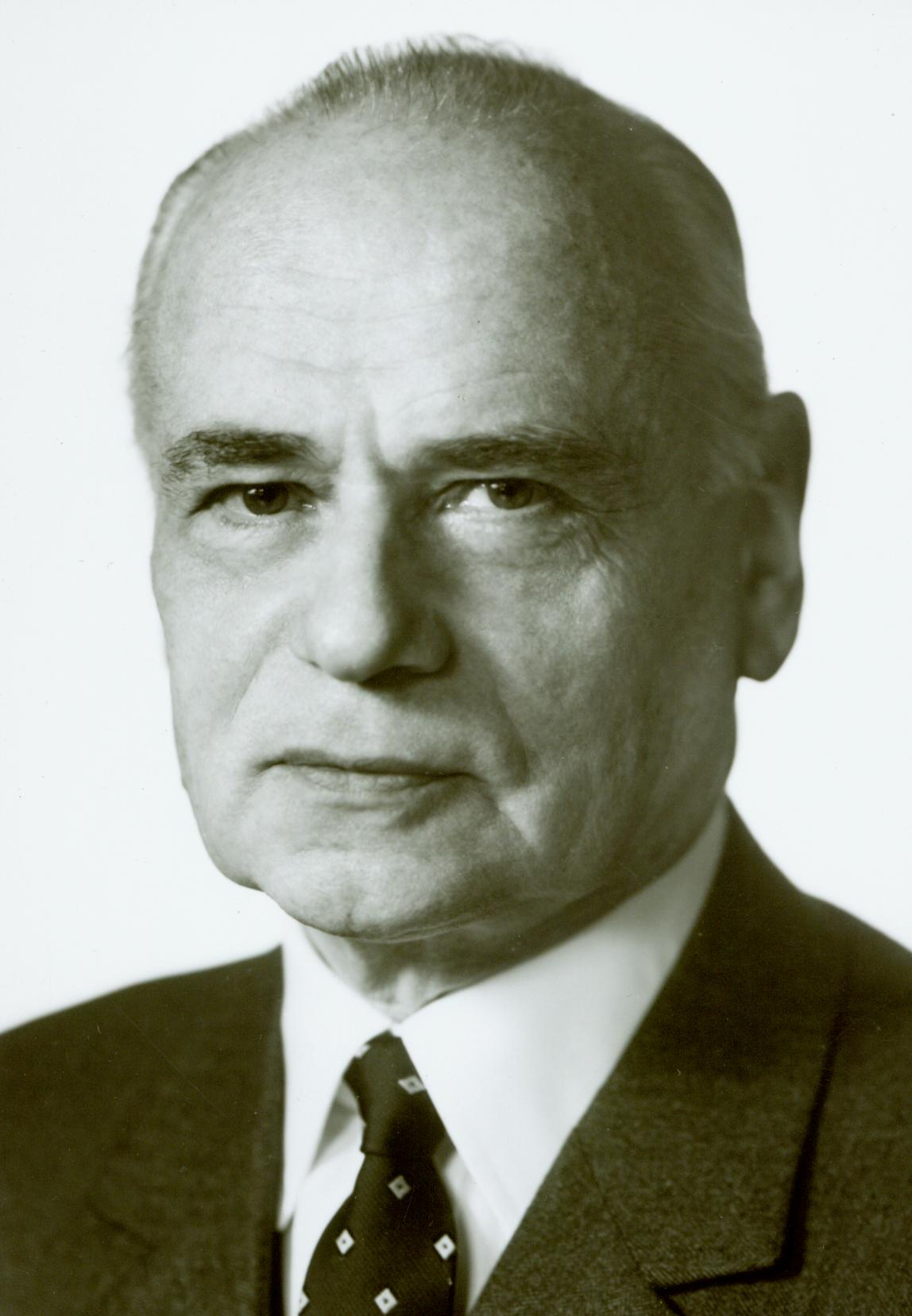
Kurt Hamann (1898–1981)
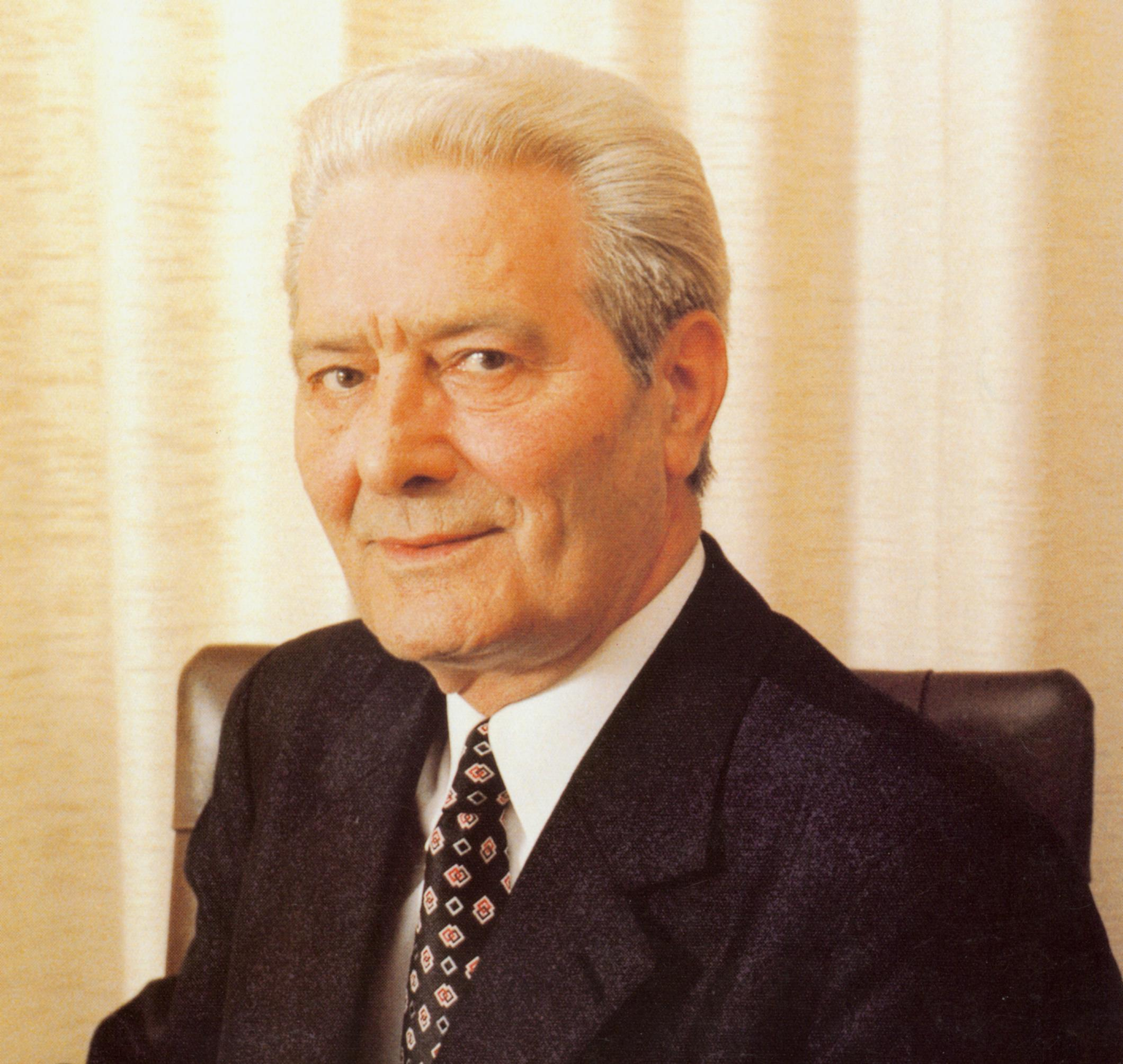
Heinz Schmöle (1913–1982)

## Kritik

### Sex-Party-Affären
Im Mai 2011 wurde bekannt, dass die HMI-Organisation, eine Vertriebsorganisation der heutigen ERGO Lebensversicherung AG, 2007 die besten Vertriebsmitarbeiter sowie hohe Manager des Unternehmens als Incentive zu einer Sex-Party nach Budapest eingeladen hatte. Die Versicherung engagierte sowohl Hostessen als auch Prostituierte und kennzeichnete die Frauen mit unterschiedlichen Armbändchen. Als erstes berichtete das Handelsblatt darüber. Die Meldung stieß in der Öffentlichkeit auf große Beachtung, auch aufgrund des unglücklichen zeitlichen Zusammenhangs mit einer 2010 angelaufenen großen Werbekampagne. Ergo gab an, man habe den Teilnehmern mitgeteilt, sie müssten wie bei jeder Incentive-Reise einen geldwerten Vorteil in ihren Steuererklärungen angeben.
Wegen des Skandals ließ Jürgen Klopp, der damalige Trainer von Borussia Dortmund, seinen Werbepartner-Vertrag mit der Hamburg-Mannheimer ruhen. Er hatte Motivationsvorträge für die HMI gehalten.
Ergo gab bekannt, Kosten der Sex-Party in Höhe von 83.000 Euro seien steuerlich als Betriebsausgaben (sie vermindern Gewinn und Steuerlast) geltend gemacht worden. Es sei laut Unterlagen eine scheinbar normale Veranstaltung gewesen, die Kosten dementsprechend als Betriebsausgaben abgesetzt worden. Insgesamt hatte die Sex-Party über 333.000 Euro gekostet, die einschließlich der darin enthaltenen 40.000–50.000 Euro für Zuhälter und Prostituierte von Ergo als Betriebsausgaben abgesetzt worden waren.
Im Zuge der Ermittlungen wurde bekannt, dass nach Zeugenaussagen bereits in den 1970er-Jahren im Rahmen von Führungsseminaren der Hamburg-Mannheimer Inter-Organisation am Zürichsee Prostituierte engagiert worden sein sollen. Die Kosten seien über die Position Helikopterrundflüge abgerechnet worden.
2013 wurden durch die Buchveröffentlichung eines langjährigen Direktionsrepräsentanten frühere Presseberichte bestätigt, dass Ergo das Prinzip „Sex auf Kosten der Versicherten als Belohnung“ noch bis 2011 praktizierte. Die Rede war von kollektiven Bordellbesuchen und Belohnungsreisen in ein Swingerclub-Hotel auf Jamaika.
Das Unternehmen richtete nach Bekanntwerden der Vorwürfe im Jahr 2011 eine Task Force zur Aufklärung mit mehr als 100 Mitarbeitern ein. Viele der im weiteren Verlauf der Affäre öffentlich kritisierten Vorfälle wurden von der Ergo-Konzernrevision selbst ans Licht gebracht. Zunächst wollte man die Revisionsberichte unter Verschluss halten, 2012 veröffentlichte das Unternehmen dann aber eine Internetseite mit den Ergebnissen der Untersuchung.
In fünf überregionalen Tageszeitungen wurde 2011 eine ganzseitige Entschuldigungsanzeige geschaltet. Darin wurden Maßnahmen versprochen, um solche Fehler in der Zukunft auszuschließen.